# The Axis of Awesome
The Axis of Awesome（直譯：厲害軸心）是一支澳大利亞喜劇搖滾樂隊，成員為喬丹·拉斯科普洛斯 、李·纳伊莫和本尼·戴維斯。這個三人組合有一個很廣闊的表演範圍，並且經常模仿一些流行音樂。

## 歷史
The Axis of Awesome於2006年成立，取名自美國總統喬治·沃克·布什提出的邪惡軸心（Axis of evil）。這個三人組合起初經常於悉尼的大學中舉行即興演出。之後，他們有意嘗試一些新方式表演，因而參與了幾場晚上的喜劇演出以及於FBi Radio的即興表演。但他們第一次突破卻是以饒舌喜劇形式諷刺2007年澳洲大選。
他們後來在墨爾本國際喜劇節中演出，並曾在電視節目和電台節目上亮相，使樂隊進一步獲得成功。他們在2008年墨爾本國際喜劇節上名為「The Axis of Awesome 壯觀的復出」（The Axis of Awesome Comeback Spectacular）的演出獲更獲得喜劇節頒發穆斯海德獎。同年，他們在愛丁堡藝穗節中演出，並獲評論家和觀眾的一致好評。
在愛丁堡藝穗節演出後，The Axis of Awesome便創作了《四和弦之歌》，一首含有36首流行歌曲的單曲。之後，《四和弦之歌》於英國廣播公司1號電台上播放。在首播後，《四和弦之歌》便開始獲得大眾的關注。該歌曲的Youtube版本獲得逾千萬次點擊，而本樂隊亦因此獲多間電台和電視台邀請在他們的節目中演出，其中包括Nova 969、Triple M、《The Footy Show》、《一周好新闻》和《9am with David and Kim》。
於2009年4月，The Axis of Awesome再次於墨爾本國際喜劇節中演出，但這次他們的演出則名為「The Axis of Awesome vs Bee」。這個演出是以敘述方式進行，並牽涉一隻巨大的蜜蜂。The Axis of Awesome亦於2009年5月在悉尼喜劇節中再次表演該演出。
同年5月和6月，他們參與了墨爾本喜劇節路演，在昆士蘭州和新南威爾士州巡迴演出，並在阿得莱德歌舞节中演出。8月，他們再次參加愛丁堡藝穗節，而其表演則名為「The Axis of Awesome：無限搖滾爆炸」。10月，他們在世界上最有趣的島喜劇節中演出。
於2010年2月，The Axis of Awesome發布了他們的第二張專輯《無限搖滾爆炸！》（Infinity Rock Explosion!），並參加了墨爾本國際喜劇節、阿德萊德藝穗節、悉尼喜劇節和新加坡FLIPSIDE節。他們亦獲悉尼喜劇節頒發TIME OUT悉尼最佳喜劇表演獎，並錄製了他們首張唱片《The Axis of Awesome Live》。該光碟於2010年10月6日發佈。

## 唱片

### 專輯
- 剪刀、布、石頭！（Scissors, Paper, Rock!）（2008年）
- 無限搖滾爆炸！（Infinity Rock Explosion!）（2010年）
- 動物汽車（Animal Vehicle）（2011年）
- 泳裝區（The Swimsuit Area）（2012年）
- 為自己哭出一條河（Cry Yourself a River）（2012年）

### 單曲
| 名稱       | 年份   | 最高排名 | 專輯         |
| 名稱       | 年份   | 英國     | 專輯         |
| ---------- | ------ | -------- | ------------ |
| 四和弦之歌 | 2011年 | 175      | 《動物汽車》 |

## 獎項
- 2008年墨爾本國際喜劇節穆斯海德獎（Melbourne International Comedy Festival Moosehead Award）
- 2010年TIME OUT悉尼喜劇節澳大利亞最佳演技獎（Time Out Sydney Comedy Festival Best Australian Act Award〕
- 2010年至2011年TIME OUT悉尼最佳喜劇表演獎（Time Out Sydney Best Comedy Show〕

## 四和弦之歌
四和弦之歌是The Axis of Awesome知名度著高的作品。四和弦之歌是以四和弦（I - V - vi - IV和弦）作為和聲，再配對加上流行音樂段落混搭而成。
於2011年7月20日，The Axis of Awesome重製了四和弦之歌並重新發佈。

## 外部連結
- 官方網站
- MySpace網站（页面存档备份，存于）
- YouTube channel（页面存档备份，存于）
- 2007 Election Rap battle（页面存档备份，存于）
- Axis of Awesome interview with Liberation Frequency 2010年10月